# 移民法
移民法包括治理一國移民入境與驅逐出境的國家法規、規範及法律先例。嚴格來說，這與其他議題（例如歸化和公民身分）有所區別，但有時它們會被混為一談。 各國通常制定法律，規範入境與出境權利，以及內部權利，例如停留時間的長短、行動自由，以及參與商業活動或政府的權利。

## 差異
移民法因地理與歷史背景不同而有所差異，隨著社會和政治氣候的改變，對移民的接受程度在極為寬容和極為民族主義化及孤立主義化之間搖擺不定。關於國民移民的國家法律受到國際法規範。聯合國的公民權利和政治權利國際公約規定，所有國家應允許本國公民入境。
但這一原則在實踐中並非總是被尊重。例如，在COVID-19疫情期間，澳洲採取了一項政策，禁止所有來自受疫情嚴重影響地區的個人入境，包括澳洲公民和永久居民。 同樣，儘管申根區內的國家通常允許自由跨境流動，但疫情期間許多國家實施了臨時邊境管制。
移民政策是邊境管制的一個方面，涉及人員進入一國的過程，尤其是那些打算停留和工作的個人。稅收、關稅及貿易規範規定了移民可以攜帶哪些物品以及在暫時停留期間可以從事哪些服務。農業政策可能對季節性農業工人作出例外規定，這些工人通常僅在收穫季節進入一國，隨後返回位於全球南方的國家或地區（例如美國從墨西哥，加拿大從牙買加進口臨時農業勞動力）。 移民政策的一個重要方面是對難民的處理， 這些人往往無助或無國籍，將自己置於試圖進入國家的仁慈之下，尋求庇護以逃避原籍國的實際或聲稱的不良待遇。對於因種族、宗教、國籍、特定社會群體成員身分或政治觀點而面臨迫害或有充分理由恐懼迫害的人，有時會授予庇護。
由於投資導向的移民政策，一些國家實施了所謂的投資移民計畫，通過投資提供永久居留權或公民身分。 投資移民計畫始於20世紀80年代，當時避稅天堂如太平洋和加勒比地區開始了“以錢換護照”的計畫，便利免簽旅行和避稅。 這類計畫在一些國家引發爭議，最常見的批評包括經濟利益缺乏明顯證據以及安全方面的擔憂。2014年，加拿大政府暫停了其黃金簽證計畫（然而，截至2017年，魁北克仍維持自己的黃金簽證計畫）。 歐洲議會對歐洲的此類計畫表示批評， 並於2014年批准了一項非約束性決議，宣稱歐盟護照（根據定義，其持有者享有在任何歐盟或歐洲經濟區轄區居住的權利）不應有“價格標籤”。